# Biwabik
La ville de Biwabik est située dans le comté de Saint Louis, dans l’État du Minnesota, aux États-Unis. Sa population s’élevait à 9 690 habitants lors du recensement de 2010, estimée à 985 habitants en 2016.